# Pycnonotus eutilotus
El bulbul lanudo (Pycnonotus eutilotus) es una especie de ave paseriforme de la familia Pycnonotidae propia del sudeste asiático.

## Distribución y hábitat
Se encuentra en la península malaya, Sumatra y Borneo. Su hábitat natural son los bosques húmedos tropicales. Está amenazado por la pérdida de hábitat.